# لین پراداکتس
لین پراداکتس (انگلیسی: Linn Products) شرکت الکترونیک اسکاتلندی است، که در سال ۱۹۷۳ تأسیس شد.